# 아이돌스타 육상 농구 풋살 양궁 선수권대회
《아이돌스타 육상 농구 풋살 양궁 선수권대회》는 설날을 맞아 2015년 2월 19일과 2월 20일에 2회 방송한 MBC TV의 예능 프로그램이다. 이 대회는 고양체육관에서 개최되었다.

## 선수단 선서 대표
- 루나, 조권, 태진아, 윤보라, 김동준

## 참가자
이번 제 8회 아이돌스타 육상 농구 풋살 양궁 선수권대회에서는 그간 전례(알파벳 순서대로 팀 구성)와 다르게, 소속사 영문 표기의 첫글자를 팀의 이름으로 하여 팀을 구성하였다.
- A팀 (에이큐브) : 에이핑크
- C팀 (큐브) : 비스트, 포미닛, 비투비, 노지훈
- D1팀 (DSP) : 카라, 레인보우, 에이젝스
- D2팀 (드림티) : 걸스데이
- H팀 (해피페이스) : 달샤벳, 드림캐쳐
- J1팀 (JYP) : 2AM, 2PM, 미쓰에이, 선미, GOT7
- S1팀 (SM) : 슈퍼주니어, 샤이니, 에프엑스, EXO-M
- S2팀 (스타제국) : ZE:A, 나인뮤지스
- S3팀 (스타쉅) : 씨스타, 보이프렌드, 주영
- T1팀 (TS) : 시크릿, 소나무
- T2팀 (티오피) : 틴탑, 백퍼센트
- W1팀 (울림) : 인피니트, 테이스티, 러블리즈
- W2팀 (WM) : B1A4
- Y팀 (예당) : EXID, 씨클라운
- 나는 처음이다 팀 : 여자친구, 포텐, L.A.U, 매드타운, HIGH4, 헤일로, B.I.G, 유니크, 제스트, 퍼펄즈, 에이션, 박보람, 빅플로
- 제야의 고수들 팀 : 탑독, 소년공화국, 빅스타, 대국남아, 히스토리, 미스터미스터, 김윤지, 로열 파이럿츠, 마이네임, 와썹, 타히티

## 우승자

### 육상
| 남자 60m 달리기      | 김동준 (ZE:A)   | 7.34 | 창범 (백퍼센트)  | 7.37 | 필독 (빅스타) | 7.42 |          |  |
| 여자 60m 달리기      | 가은 (달샤벳)   | 8.98 | 지수 (타히티)    | 8.99 | 구하라 (카라) | 9.11 |          |  |
| 남자 400m 릴레이     | 틴탑 & 백퍼센트 |      | 2AM & 2PM & GOT7 |      | 비투비        |      |          |  |
| 여자 400m 릴레이     | 씨스타          |      | 에이핑크         |      | 달샤벳        |      |          |  |
| 여자 200m 경보릴레이 | 러블리즈        |      | 달샤벳           |      | 타히티        |      | 씨스타   |  |
| 남자 200m 경보릴레이 | 인피니트        |      | 틴탑             |      | 빅스타        |      | 백퍼센트 |  |

### 양궁
| 종목        | 금     | 금 | 은     | 은 | 동 | 동 |
| ----------- | ------ | -- | ------ | -- | -- | -- |
| 여자 단체전 | 포미닛 | 79 | 씨스타 | 63 |    |    |

### 풋살
| 종목 | 금     | 은         | 동 |
| ---- | ------ | ---------- | -- |
| 풋살 | FC청담 | 골대스리가 |    |

| 팀 1         | 결과     | 팀 2                |          |          |
| 준결승전     | 준결승전 | 준결승전            | 준결승전 | 준결승전 |
| ------------ | -------- | ------------------- | -------- | -------- |
| 레알막드리블 | 0 – 6    | 골대스리가          |          |          |
| FC청담       | 3 – 1    | 막차스터 유나이티드 |          |          |
| 결승전       |          |                     |          |          |
| 골대스리가   | 0 – 1    | FC청담              |          |          |

### 농구
| 종목 | 금            | 은          | 동 |
| ---- | ------------- | ----------- | -- |
| 농구 | 강남 레이커스 | 마니큰 조던 |    |

| 팀 1          | 결과     | 팀 2          |          |          |
| 준결승전      | 준결승전 | 준결승전      | 준결승전 | 준결승전 |
| ------------- | -------- | ------------- | -------- | -------- |
| 마니큰 조던   | 0 – 0    | 슛하고불스    |          |          |
| 강남 레이커스 | 23 – 16  | 설렘덩크      |          |          |
| 결승전        |          |               |          |          |
| 마니큰 조던   | 17 – 19  | 강남 레이커스 |          |          |

## 종합
| 순위 | 팀         | 금 | 은 | 동 | 합계 |
| ---- | ---------- | -- | -- | -- | ---- |
| 1    | C팀 (큐브) | 1  | -  | 1  | 2    |
| 2    |            | -  | -  | -  | -    |
| 3    |            | -  | -  | -  | -    |

## 시청률
| 회차  | 방송일          | TNmS 시청률    | TNmS 시청률  | AGB 시청률     | AGB 시청률   |
| 회차  | 방송일          | 대한민국(전국) | 서울(수도권) | 대한민국(전국) | 서울(수도권) |
| ----- | --------------- | -------------- | ------------ | -------------- | ------------ |
| 제1회 | 2015년 2월 19일 |                |              |                |              |
| 제2회 | 2015년 2월 20일 |                |              |                |              |

## 에피소드
- 이번 대회부터 농구가 새로운 종목으로 추가되었다.

## 같이 보기
- 제1회 아이돌 스타 육상 선수권 대회 : 2010년 추석 특집
- 제2회 아이돌 스타 육상·수영 선수권 대회 : 2011년 설날 특집
- 제3회 아이돌 스타 육상 선수권 대회 : 2011년 추석 특집
- 제4회 아이돌 스타 육상·수영 선수권 대회 : 2012년 설날 특집
- 제5회 아이돌 스타 올림픽 : 2012년 2012년 하계 올림픽 특집
- 제6회 아이돌 스타 육상 양궁 선수권 대회 : 2013년 설날 특집
- 제7회 아이돌 육상 풋살 양궁 선수권대회 : 2013년 추석 특집
- 제8회 아이돌 스타 육상 양궁 풋살 컬링 선수권 대회 : 2014년 설날 특집
- 아이돌 풋살 월드컵 : 2014년 2014년 FIFA 월드컵 특집